# دریاچه ونرن
دریاچه ونرن بزرگترین دریاچه در سوئد و اتحادیه اروپا و سومین دریاچه بزرگ اروپا پس از دریاچه لادوگا و دریاچه اونگا در روسیه، است. این دریاچه در ایالات سوئدی وسترگوتلاند ، دالسلاند و ورملاند در جنوب غربی این کشور قرار دارد.

## تاریخچه
این دریاچه پس از پایان آخرین عصر یخبندان در حدود ۱۰٬۰۰۰ سال پیش شکل گرفت. در آن زمان پس از ذوب یخچال‌های طبیعی، عرض سوئد زیر آب فرو رفت و تنگه‌ای بین کاتگات و خلیج بوتنی به وجود آمد. بعد از فرونشستن آب‌های این تنگه، دریاچه‌های ونرن و وترن برجا ماندند.

## جغرافیا
دریاچه ونرن ناحیه‌ای به مساحت ۵٬۶۵۵ کیلومتر مربع را می‌پوشاند. سطح آن ۴۴ متر (۱۴۴ فوت) از آب‌های آزاد جهان بالاتر و متوسط عمق آن، ۲۷ متر (۸۹ فوت) است. عمیق‌ترین نقطه این دریاچه ۱۰۶ متر (۳۴۸ فوت) عمق دارد.

## پرندگان
گونه غالب پرندگان این دریاچه، پرستوی دریایی و مرغ نوروزی هستند.